# Siemikowce (Tustań)
Siemikowce (ukr. Семиківці) – dawna wieś, od 1983 część wsi Tustań (ukr. Тустань) na Ukrainie w rejonie iwanofrankiwskim obwodu iwanofrankiwskiego, nad Gniłą Lipą.

## Historia
Siemikowce to dawniej samodzielna wieś. W II Rzeczypospolitej stanowiła gminę jednostkową Siemikowce  w powiecie stanisławowskim w województwie stanisławowskim. 1 sierpnia 1934 roku w ramach reformy na podstawie ustawy scaleniowej Siemikowce weszły w skład nowej zbiorowej gminy Delejów, gdzie we wrześniu 1934 utworzyły gromadę.
Podczas II wojny światowej w gminie Halicz w powiecie stanisławowskim w dystrykcie Galicja.
Po wojnie włączone w struktury ZSRR.